# ドンキーコングシリーズ
ドンキーコングシリーズ（英語: Donkey Kong series）は、主に任天堂が開発・発売している同社のキャラクター「ドンキーコング」と、その仲間たちが登場するコンピュータゲームのシリーズ、およびメディアミックスである。

## 概要
任天堂が1981年に稼動を開始したアーケードゲーム『ドンキーコング』を源流としたゲームシリーズ。タイトルにもなっているゴリラのキャラクター「ドンキーコング」が内容の中心となる。タイトルの由来は「ドンキーコング#名前の由来」を参照。
第1作『ドンキーコング』は後に同社の看板キャラクターとなるマリオのデビュー作で「マリオシリーズ」自体が元々『ドンキーコング』のスピンオフ作品として生み出されたものであった。そのため世界観を共有しており、現在もその関係は強い。
『スーパードンキーコング』を製作してシリーズをリニューアル・再開させたレア社がイギリスの企業であったり、NINTENDO 64期のシリーズ作品が日本ではミドルヒット止まりだったが海外では大ヒットしたなど、日本以上に海外での支持が厚いシリーズである。日本では海外ほどのヒット作は少ないが、売り上げ数十万本のヒット作が出るなど、一定の売り上げと支持を得ている。
シリーズの全世界累計販売本数は、2006年までの発表で4789万本に及ぶ。2011年までの発表では2010年発売の『ドンキーコングリターンズ』の公式発表を加算し、5287万本となる。2021年3月までの世界累計販売本数は6500万本以上と発表されている。
スピンオフ作品『ディディーコングレーシング』からのさらなるスピンオフ作品『バンジョーとカズーイの大冒険』シリーズと『コンカー: Live and Reloaded』があるが、後にレア社がマイクロソフトに売却されたことにより版権が分割され（「ドンキーコングシリーズ」は任天堂、その他はすべてマイクロソフト）ドンキーコングシリーズとは全く関係のない作品となった（ただし『ディディーコングレーシング』は「ドンキーコングシリーズ」の作品の一部として版権は任天堂のまま）。

## 歴史

### 初期のシリーズ
第1作目のアーケード版が世界的に大ヒットし、それに伴って作られたものが初期のシリーズである。家庭用ゲーム機版は1983年にファミリーコンピュータと同時発売。ファミコンとともに大ヒットし、ファミコン初期を象徴するシリーズとなった。
1984年の『ドンキーコングホッケー』を最後に続編が止まったが、1992年（平成4年）の『スーパーマリオカート』にドンキーコングJr.がプレイヤーキャラクターとして参加する。そして1994年（平成6年）の『GB版ドンキーコング』を最後に、本シリーズは同年発売の「スーパードンキーコングシリーズ」へと移行し、初期シリーズは幕を閉じた。

### スーパードンキーコングシリーズ
1994年にレア社が開発したスーパーファミコン用ソフト『スーパードンキーコング』が発売されることで新たな「ドンキーコングシリーズ」が再開される。内容は2D型のアクションゲームであり、この作品から主人公がそれまで出ていたドンキーの孫である2代目ドンキーコングに変更され、以後の作品を区別のため「スーパードンキーコングシリーズ」と呼ぶことがある。そのため内容が初期シリーズとは異なっている。シリーズは3作まで発売され、後に1999年にNINTENDO 64用ソフトとしてシリーズ初の3D作品『ドンキーコング64』が発売された。レア社が開発した「スーパードンキーコングシリーズ」はリメイク版を除くとこれが最後になる。
第1作目は日本を含む世界各国で大ヒットしてシリーズ化、2代目ドンキーの相棒として新登場したディディーコングも人気を得て『スーパードンキーコング2』やスピンオフ作品『ディディーコングレーシング』で主役となり、世界的な知名度を得ることに成功する。さらに2代目ドンキーコングも1996年に『マリオカート64』でプレイヤーキャラとして初出演し、以後の「マリオシリーズ」においても主要キャラクターとして定着した。
レア社は2002年をもってマイクロソフト社に売却されたが、権利は任天堂が所持していたためシリーズの続編『ドンキーコング リターンズ』をレトロスタジオが開発し、さらにはレアが開発したキャラクターであるディディーコングやディクシーコングなども「マリオシリーズ」に登場するなど、作品の幅や知名度がより広がっている。

### 以降のシリーズ
以降のシリーズでも2代目ドンキーを主役とした作品が発売されている。その後のシリーズ作は、タルコンガという専用コントローラを用いる『ドンキーコンガ』シリーズや『ドンキーコングジャングルビート』、特殊な操作体系の『ぶらぶらドンキー』、シリーズ初のレースゲーム『ドンキーコング たるジェットレース』など独創的な作品が多数見受けられる。正当な系譜作としては、2代目ドンキーが初代ドンキーのような悪役に回る『マリオvs.ドンキーコング』シリーズがある。現在のデベロッパーではパオン（後のパオン・ディーピー）などが製作している。

## キャラクター

### 人間
マリオ
第1作目『ドンキーコング』の主人公で後の「マリオシリーズ」の主役キャラクター。第1作目では攫われた恋人・ポリーンを助けるヒーロー役だが、続編の『ドンキーコングJR.』では初代ドンキーを捕らえる悪役として登場。2代目ドンキーコング時代になると「ドンキーコングシリーズ」には登場しなくなったが、2代目ドンキーやディディーコングなどが『マリオカート』『マリオパーティ』『マリオテニス』といった「マリオシリーズ」に頻繁に登場しているため、2代目との共演の機会は非常に多い。2代目ドンキーとは親友でもありライバル関係でもある。『マリオvs.ドンキーコング』シリーズではマリオ対ドンキーという構図が復活し主役を務めた。
ポリーン
『ドンキーコング』で初登場した女性。日本では当時レディと呼ばれていたが、後にゲームボーイで発売されたリメイク作で日本でも今の名前で呼ばれるようになった。それからしばらく出番がなかったが、『マリオvs.ドンキーコング2 ミニミニ大行進!』で久々に登場した。それ以降のシリーズにおいて2代目ドンキーにさらわれるヒロイン役として登場する。『スーパーマリオ オデッセイ』では都市の国・「ニュードンク・シティ」の市長に就任しており、それ以降はマリオシリーズへの登場の機会が増えている。
スタンリー
『ドンキーコング3』の主人公。マリオに代わってフラワーガーデンで暴れるドンキーコングとスプレーを使って戦った。その後は出番がなく、マリオたちとの関係も明かされていない。アメリカで放送されたアニメ番組『Saturday Supercade』では18話にゲスト出演しマリオやポリーンと共演、その際にマリオやポリーンと共にドンキーコングを追いかけた。

### コングファミリー
ドンキー側のキャラクター。『スーパードンキーコング』から仲間が一気に増えて、「コングファミリー」という名称がつけられた。「コング」と付いているが、ゴリラだけではなくクモザルなど他のサルもいる。
クランキーコング（初代ドンキーコング）
ゲームのタイトルともなった巨大なゴリラ。初期の作品では、元々マリオのペットで、マリオがポリーンにばかりかまい自分の相手をしなくなったためポリーンを攫ったという設定があった。
『スーパードンキーコング』以降は「クランキーコング」へと改名してファミリーの長老となり、口喧しく孫やその仲間たちの面倒を見ており、口が悪く説教癖がある。若い頃は巨大だったが、改名してからは老齢のためかなり痩せ細り、小柄になっている。妻のリンクリーコングがいるが、後に死別している。『ドンキーコング64』以降は幽霊として現世に残っている。
『ドンキーコング たるジェットレース』や本編の『ドンキーコング トロピカルフリーズ』では初めてプレイヤーキャラとして操作できるようになる。
ドンキーコングJr.
初代ドンキーコングの息子。だが、2代目ドンキーやリンクリーとの関係は明かされていない。『スーパーマリオカート』では大人になった姿で登場。『マリオテニス64』で2代目ドンキーと競演を果たす。ただし子供の姿での登場であり、外見上の年齢は逆転している。攻略本には2代目ドンキーと親子と書かれている。
ドンキーコング（2代目ドンキーコング）
クランキーコングの孫で、現在の主人公。かなりマヌケかつ子供っぽい性格だが、強さとともに優しさや正義感も持つヒーローキャラクターとなっている。だが『2』と『3』では敵に捕らわれるという不覚を取ってしまった。以降の『64』で主人公の座を取り戻し、『ドンキーコンガシリーズ』以降のドンキーコングシリーズでも主人公としての役目を果たす。
『マリオカート64』からマリオとの共演が増える。また『マリオvs.ドンキーコング』シリーズでは悪役を務めマリオと敵対し、初代ドンキーと同じくポリーンを攫ってしまうことも（いずれも最終的に仲直りする）。
ディディーコング
2代目ドンキーの相棒として登場したオスの猿。公式設定上チンパンジーであるが、現実のチンパンジーにはない長い尻尾があり、これをクモザル等のように器用に第三の腕として使う。デビューから2作目の『スーパードンキーコング2』では主役に抜擢されるも、『3』ではドンキーとともに捕らわれてしまった。『マリオシリーズ』においてもドンキーのパートナーとして常連化している。
彼を主役としたスピンオフ作品『ディディーコングレーシング』があり、ゲーム内に登場した熊のバンジョー（『バンジョーとカズーイの大冒険』シリーズ）とリスのコンカー（『コンカー: Live and Reloaded』）とは親友。
ファンキーコング
ドンキーコングの親友で、サングラスとバンダナを身につけ綺麗な白い歯が特徴のゴリラで、サーフィンが得意。機械の操作に長けており、毎回移動用の乗り物を貸してくれる。初登場時からサポート役としての登場が多く、『ドンキーコンガ3』以降はプレイヤーとして登場することも多くなった。
『マリオカートWii』で『マリオシリーズ』に初出演し、ディディーやディクシーに続きマリオファミリーとの競演を果たした。『ドンキーコング トロピカルフリーズ』では、クランキーの代わりに飛行機ショップでアイテムを売る手助けをする。Switch版ではプレイヤーキャラクターとなる。
キャンディーコング
2代目ドンキーコングの憧れの女性。
ディクシーコング
ディディーのガールフレンドであるメスのゴリラ。『2』においてドンキーに代わるディディーの相棒として初登場する。『3』ではドンキーとディディーの両者が攫われたため主役を務め、その際ディンキーコングと一緒に冒険した。『トロピカルフリーズ』では久々に登場。ディディーの他、シリーズ内で初めてドンキーと一緒に冒険する。海外では『64』で初登場したタイニーコングの姉という設定。
ディンキーコング
ディクシーの親戚である赤ちゃんゴリラ。『3』においてディディーに代わるディクシーの相棒として初登場した。海外では『64』で初登場したチャンキーコングの弟という設定。

### アニマルフレンド
ドンキーたちの味方。ゲームでは彼らの力を借りて先を進むこともある。『スーパードンキーコング2』、『スーパードンキーコング3』、『ドンキーコング64』では彼らに変身することができる。
スコークス（オウム）
サポートやドンキーたちに情報を知らせる役割が多いアニマルフレンド。『スーパードンキーコング2』と『３』では卵を吐き出して攻撃できる。
『ディディーコングレーシング』では伝書鳩としての役割を果たす（ただしゲーム内に登場するのはニンテンドーDS版のみ）。『リターンズ』『トロピカルフリーズ』ではパズルピースのある場所を教えるアイテムとして登場。
ランビ（サイ）
最初の冒険で出会うアニマルフレンド。強力な角で攻撃する。『64』ではドンキーが変身した姿で登場。『リターンズ』『トロピカルフリーズ』では唯一操作できるアニマルフレンドだった。
エンガード（カジキ）
海の面では決まって登場するアニマルフレンド。『64』ではランキーが変身した姿で登場。『リターンズ』『トロピカルフリーズ』では海のステージがあるが登場しなかった。
ウィンキー（カエル）
強力な足で高くジャンプしたり、敵を踏みつけることができるアニマルフレンド。
エクスプレッソ（ダチョウ）
空を少しだけ浮くことができるアニマルフレンド。
ラトリー（ヘビ）
バネのように高くジャンプできるアニマルフレンド。
スクイッター（クモ）
クモの巣で敵に攻撃したり足場を作ることができるアニマルフレンド。
エリー（ゾウ）
臆病なアニマルフレンド。ネズミが苦手。鼻から出す水で攻撃する。

### クレムリン軍団
『スーパードンキーコング』以降の大部分の作品における悪の組織。団員は主にワニたちで構成されているが、ハチのジンガーやビーバーのノーティなどがいる。シリーズ内では主に彼らと対立することが多い。
キングクルール
クレムリン軍団を統一しているワニ。勝利のためには罠や死んだフリなど姑息な手も使うがマヌケな面も目立つ。主にシリーズ内で彼がラストボスを務めることが多い。『大乱闘スマッシュブラザーズ SPECIAL』においてプレイヤー参戦を果たした。

## シリーズ
| 1981 | ドンキーコング（アーケード）                         |
| 1982 | ドンキーコング（ゲーム&ウオッチ）                    |
| 1982 | ドンキーコングJR.（アーケード）                      |
| 1982 | ドンキーコングJR.（ゲーム&ウオッチ）                 |
| 1983 | ドンキーコング（FC）                                 |
| 1983 | ドンキーコングJR.（FC）                              |
| 1983 | ドンキーコング3（アーケード）                        |
| 1983 | ドンキーコングJR.の算数遊び                          |
| 1984 | ドンキーコング3（ゲーム&ウオッチ）                   |
| 1984 | ドンキーコング3（FC）                                |
| 1984 | ドンキーコングサーカス                               |
| 1984 | ドンキーコングホッケー                               |
| 1985 |                                                      |
| 1986 |                                                      |
| 1987 |                                                      |
| 1988 |                                                      |
| 1989 |                                                      |
| 1990 |                                                      |
| 1991 |                                                      |
| 1992 |                                                      |
| 1993 |                                                      |
| 1994 | ドンキーコング（GB）                                 |
| 1994 | スーパードンキーコング（SFC）                        |
| 1995 | スーパードンキーコングGB                             |
| 1995 | スーパードンキーコング2 ディクシー&ディディー（SFC） |
| 1996 | ドンキーコングランド                                 |
| 1996 | スーパードンキーコング3 謎のクレミス島（SFC）        |
| 1997 | ディディーコングレーシング                           |
| 1998 |                                                      |
| 1999 | ドンキーコング64                                     |
| 2000 | ドンキーコングGB ディンキーコング&ディクシーコング   |
| 2001 | ドンキーコング2001                                   |
| 2002 |                                                      |
| 2003 | ドンキーコンガ                                       |
| 2003 | スーパードンキーコング（GBA）                        |
| 2004 | ファミコンミニ ドンキーコング                        |
| 2004 | マリオvs.ドンキーコング（GBA）                       |
| 2004 | ドンキーコンガ2 ヒットソングパレード                 |
| 2004 | ドンキーコンガ1+2パック                              |
| 2004 | スーパードンキーコング2（GBA）                       |
| 2004 | ドンキーコングジャングルビート                       |
| 2005 | ドンキーコンガ3 食べ放題!春もぎたて50曲              |
| 2005 | ぶらぶらドンキー                                     |
| 2005 | ドンキーコング ジャングルフィーバー                  |
| 2005 | スーパードンキーコング3（GBA）                       |
| 2006 | ドンキーコング バナナキングダム                      |
| 2007 | ディディーコングレーシングDS（海外のみ）             |
| 2007 | マリオvs.ドンキーコング2 ミニミニ大行進!             |
| 2007 | ドンキーコング たるジェットレース                    |
| 2007 | ドンキーコング ジャングルクライマー                  |
| 2008 | Wiiであそぶ ドンキーコングジャングルビート           |
| 2009 | マリオvs.ドンキーコング ミニミニ再行進!              |
| 2010 | マリオvs.ドンキーコング 突撃!ミニランド              |
| 2010 | ドンキーコング リターンズ                            |
| 2011 |                                                      |
| 2012 |                                                      |
| 2013 | ドンキーコング リターンズ 3D                         |
| 2013 | マリオ AND ドンキーコング ミニミニカーニバル         |
| 2014 | ドンキーコング トロピカルフリーズ（Wii U）           |
| 2015 | マリオvs.ドンキーコング みんなでミニランド           |
| 2016 | ミニマリオ & フレンズ amiiboチャレンジ               |
| 2017 |                                                      |
| 2018 | ドンキーコング トロピカルフリーズ（Switch）          |
| 2019 |                                                      |
| 2020 |                                                      |
| 2021 |                                                      |
| 2022 |                                                      |
| 2023 |                                                      |
| 2024 | マリオvs.ドンキーコング（Switch)                     |
| 2025 | ドンキーコング リターンズ HD                         |
| 2025 | ドンキーコング バナンザ                              |

- 数値は全て日本のもの。
- 発売中止は除外する。
- 日本でミリオンセラーを達成したタイトルは太字で示す。

### アクションゲーム

#### ドンキーコング
| タイトル          | 稼動日/発売日  | ハード                                                  | 売上本数 | 売上本数 |
| ----------------- | -------------- | ------------------------------------------------------- | -------- | -------- |
| ドンキーコング    | 1981年7月9日   | アーケードゲーム ゲーム&ウオッチ ファミリーコンピュータ |          |          |
| ドンキーコング    | 1982年6月3日   | アーケードゲーム ゲーム&ウオッチ ファミリーコンピュータ |          |          |
| ドンキーコング    | 1983年7月15日  | アーケードゲーム ゲーム&ウオッチ ファミリーコンピュータ | 113万本  |          |
| ドンキーコングJR. | 1982年6月30日  | アーケードゲーム ゲーム&ウオッチ ファミリーコンピュータ |          |          |
| ドンキーコングJR. | 1982年10月26日 | アーケードゲーム ゲーム&ウオッチ ファミリーコンピュータ |          |          |
| ドンキーコングJR. | 1983年7月15日  | アーケードゲーム ゲーム&ウオッチ ファミリーコンピュータ |          | 111万本  |
| ドンキーコング3   | 1983年9月28日  | アーケードゲーム ゲーム&ウオッチ ファミリーコンピュータ |          |          |
| ドンキーコング3   | 1984年7月4日   | アーケードゲーム ゲーム&ウオッチ ファミリーコンピュータ |          |          |
| ドンキーコング3   | 1984年8月20日  | アーケードゲーム ゲーム&ウオッチ ファミリーコンピュータ |          |          |
| ドンキーコング    | 1994年6月14日  | ゲームボーイ                                            |          | 307万本  |

#### スーパードンキーコング
| タイトル                                      | 発売日         | ハード             | 売上本数 | 売上本数 |
| --------------------------------------------- | -------------- | ------------------ | -------- | -------- |
| スーパードンキーコング                        | 1994年11月26日 | スーパーファミコン | 300万本  | 930万本  |
| スーパードンキーコング2 ディクシー&ディディー | 1995年11月21日 | スーパーファミコン | 221万本  | 515万本  |
| スーパードンキーコング3 謎のクレミス島        | 1996年11月23日 | スーパーファミコン | 177万本  | 351万本  |
| ドンキーコング64                              | 1999年12月10日 | NINTENDO 64        | 110万本  | 527万本  |
| ドンキーコング リターンズ                     | 2010年12月9日  | Wii                | 97万本   | 653万本  |
| ドンキーコング トロピカルフリーズ             | 2014年2月13日  | Wii U              | 10万本   | 202万本  |
| ドンキーコング バナンザ                       | 2025年7月17日  | Nintendo Switch 2  |          |          |

#### リメイク・移植
| タイトル                                           | 発売日         | ハード                                               | 売上本数 | 売上本数 |
| -------------------------------------------------- | -------------- | ---------------------------------------------------- | -------- | -------- |
| ドンキーコング3大逆襲                              | 1984年10月     | PC-8800シリーズ、PC-6600シリーズ、X1                 |          |          |
| ドンキーコング                                     | 1988年4月8日   | ファミリーコンピュータ ディスクシステム 書き換え専用 |          |          |
| ドンキーコングJR.                                  | 1988年7月19日  | ファミリーコンピュータ ディスクシステム 書き換え専用 |          |          |
| スーパードンキーコングGB                           | 1995年7月27日  | ゲームボーイ                                         | 108万本  | 391万本  |
| ドンキーコングランド                               | 1996年11月23日 | ゲームボーイ                                         |          | 236万本  |
| ドンキーコングGB ディンキーコング&ディクシーコング | 2000年1月28日  | ゲームボーイカラー                                   | 21万本   | 103万本  |
| ドンキーコング2001                                 | 2001年1月21日  | ゲームボーイカラー                                   | 24万本   | 219万本  |
| スーパードンキーコング                             | 2003年12月12日 | ゲームボーイアドバンス                               | 25万本   | 182万本  |
| ファミコンミニ ドンキーコング                      | 2004年2月12日  | ゲームボーイアドバンス                               | 16万本   |          |
| スーパードンキーコング2                            | 2004年7月1日   | ゲームボーイアドバンス                               | 10万本   | 102万本  |
| スーパードンキーコング3                            | 2005年12月1日  | ゲームボーイアドバンス                               | 12万本   |          |
| ゲーム&ウオッチ ドンキーコングJR.                  | 2009年8月19日  | ニンテンドーDSiウェア                                |          |          |
| ドンキーコング リターンズ 3D                       | 2013年6月13日  | ニンテンドー3DS                                      | 37万本   | 294万本  |
| ドンキーコング トロピカルフリーズ                  | 2018年5月3日   | Nintendo Switch                                      | 29万本   | 462万本  |
| ドンキーコング リターンズ HD                       | 2025年1月16日  | Nintendo Switch                                      | 36万本   | 127万本  |

#### その他のアクション
| タイトル                                   | 発売日         | ハード                      | 売上本数 |
| ------------------------------------------ | -------------- | --------------------------- | -------- |
| ドンキーコングジャングルビート             | 2004年12月16日 | ニンテンドー ゲームキューブ | 12万本   |
| ぶらぶらドンキー                           | 2005年5月19日  | ゲームボーイアドバンス      | 5万本    |
| ドンキーコング ジャングルクライマー        | 2007年8月9日   | ニンテンドーDS              | 21万本   |
| Wiiであそぶ ドンキーコングジャングルビート | 2008年12月11日 | Wii                         | 11万本   |

### レースゲーム
| タイトル                          | 発売日         | ハード      | 売上本数 | 売上本数 |
| --------------------------------- | -------------- | ----------- | -------- | -------- |
| ディディーコングレーシング        | 1997年11月21日 | NINTENDO 64 | 65万本   | 488万本  |
| ドンキーコング たるジェットレース | 2007年6月28日  | Wii         | 9万本    |          |

### 音楽ゲーム

#### ドンキーコンガ
| タイトル                                | 発売日         | ハード                      | 売上本数 |
| --------------------------------------- | -------------- | --------------------------- | -------- |
| ドンキーコンガ                          | 2003年12月12日 | ニンテンドー ゲームキューブ | 43万本   |
| ドンキーコンガ2 ヒットソングパレード    | 2004年7月1日   | ニンテンドー ゲームキューブ | 11万本   |
| ドンキーコンガ1+2パック                 | 2004年7月1日   | ニンテンドー ゲームキューブ |          |
| ドンキーコンガ3 食べ放題!春もぎたて50曲 | 2005年3月17日  | ニンテンドー ゲームキューブ |          |

### アクションパズルゲーム

#### マリオvs.ドンキーコング
| タイトル                                     | 発売日        | ハード                            | 売上本数         | 売上本数 | 備考                                           |
| -------------------------------------------- | ------------- | --------------------------------- | ---------------- | -------- | ---------------------------------------------- |
| マリオvs.ドンキーコング                      | 2004年6月10日 | ゲームボーイアドバンス            | 18万本           | 137万本  |                                                |
| マリオvs.ドンキーコング2 ミニミニ大行進!     | 2007年4月12日 | ニンテンドーDS                    | 35万本           | 159万本  |                                                |
| マリオvs.ドンキーコング ミニミニ再行進!      | 2009年10月7日 | ニンテンドーDSiウェア             | -                |          |                                                |
| マリオvs.ドンキーコング 突撃!ミニランド      | 2010年12月2日 | ニンテンドーDS                    | 33万本           | 298万本  |                                                |
| マリオ AND ドンキーコング ミニミニカーニバル | 2013年7月24日 | ニンテンドー3DSダウンロードソフト | -                |          |                                                |
| マリオvs.ドンキーコング みんなでミニランド   | 2015年3月19日 | Wii U ニンテンドー3DS             | 1万本（Wii U版） |          |                                                |
| ミニマリオ & フレンズ amiiboチャレンジ       | 2016年1月28日 | Wii U ニンテンドー3DS amiibo対応  |                  |          |                                                |
| マリオvs.ドンキーコング                      | 2024年2月16日 | Nintendo Switch                   | 21万本           | 112万本  | 第1作「マリオvs.ドンキーコング」のリメイク作品 |

### その他のゲーム
| タイトル                            | 発売日         | ハード                           |
| ----------------------------------- | -------------- | -------------------------------- |
| ドンキーコングJR.の算数遊び         | 1983年12月12日 | ファミリーコンピュータ           |
| ドンキーコングサーカス              | 1984年9月6日   | ゲーム&ウオッチ                  |
| ドンキーコングホッケー              | 1984年11月13日 | ゲーム&ウオッチ                  |
| ドンキーコング ジャングルフィーバー | 2005年8月      | アーケードゲーム（メダルゲーム） |
| ドンキーコング バナナキングダム     | 2006年10月     | アーケードゲーム（メダルゲーム） |

### 日本未発売ゲーム
| タイトル                     | 発売日       | ハード         |
| ---------------------------- | ------------ | -------------- |
| ディディーコングレーシングDS | 2007年2月5日 | ニンテンドーDS |

## メディアミックス

### 漫画
| タイトル             | 作者       | 出版社 | 掲載誌                                    | 発表年 |
| -------------------- | ---------- | ------ | ----------------------------------------- | ------ |
| ウホウホドンキーくん | 須藤ゆみこ | 小学館 | 月刊コロコロコミック 別冊コロコロコミック | 1995年 |
| ドンキーコング       | ひじおか誠 | 小学館 | 月刊コロコロコミック 別冊コロコロコミック | 1999年 |

### アニメ
- ドンキーコング（放送期間：1999年10月1日 - 2000年6月30日）

### トレーディングカード
- ドンキーコングカードゲーム（1999年12月10日発売）

### 音楽
| タイトル                                                                         | 発売日         | 規格品番   | レーベル                     | 形態             |
| -------------------------------------------------------------------------------- | -------------- | ---------- | ---------------------------- | ---------------- |
| スーパードンキーコング ジャングル・ファンタジー                                  | 1995年2月17日  | PCCG-00328 | ポニーキャニオン             | サウンドトラック |
| スーパードンキーコング オリジナル・サウンド・ヴァージョン                        | 1995年2月25日  | PSCN-5020  | NTT出版                      | サウンドトラック |
| スーパードンキーコング2 ディクシー&ディディー オリジナル・サウンド・ヴァージョン | 1996年3月25日  | PSCN-5049  | NTT出版                      | サウンドトラック |
| スーパードンキーコング3 謎のクレミス島 オリジナル・サウンドトラック              | 1997年1月22日  | TKCA-71091 | 徳間ジャパン                 | サウンドトラック |
| 明日になったら…                                                                  | 2000年3月18日  | CODC-1849  | 日本コロムビア               | 8cmシングル      |
| ドンキーコング コロちゃんパック                                                  | 2000年04月21日 | COTZ-3145  | 日本コロムビア               | カセットテープ   |
| ドンキーコング リターンズ オリジナルサウンドトラック                             | 2011年5月24日  | 非売品     | 任天堂（クラブニンテンドー） | サウンドトラック |